# Bajazzo

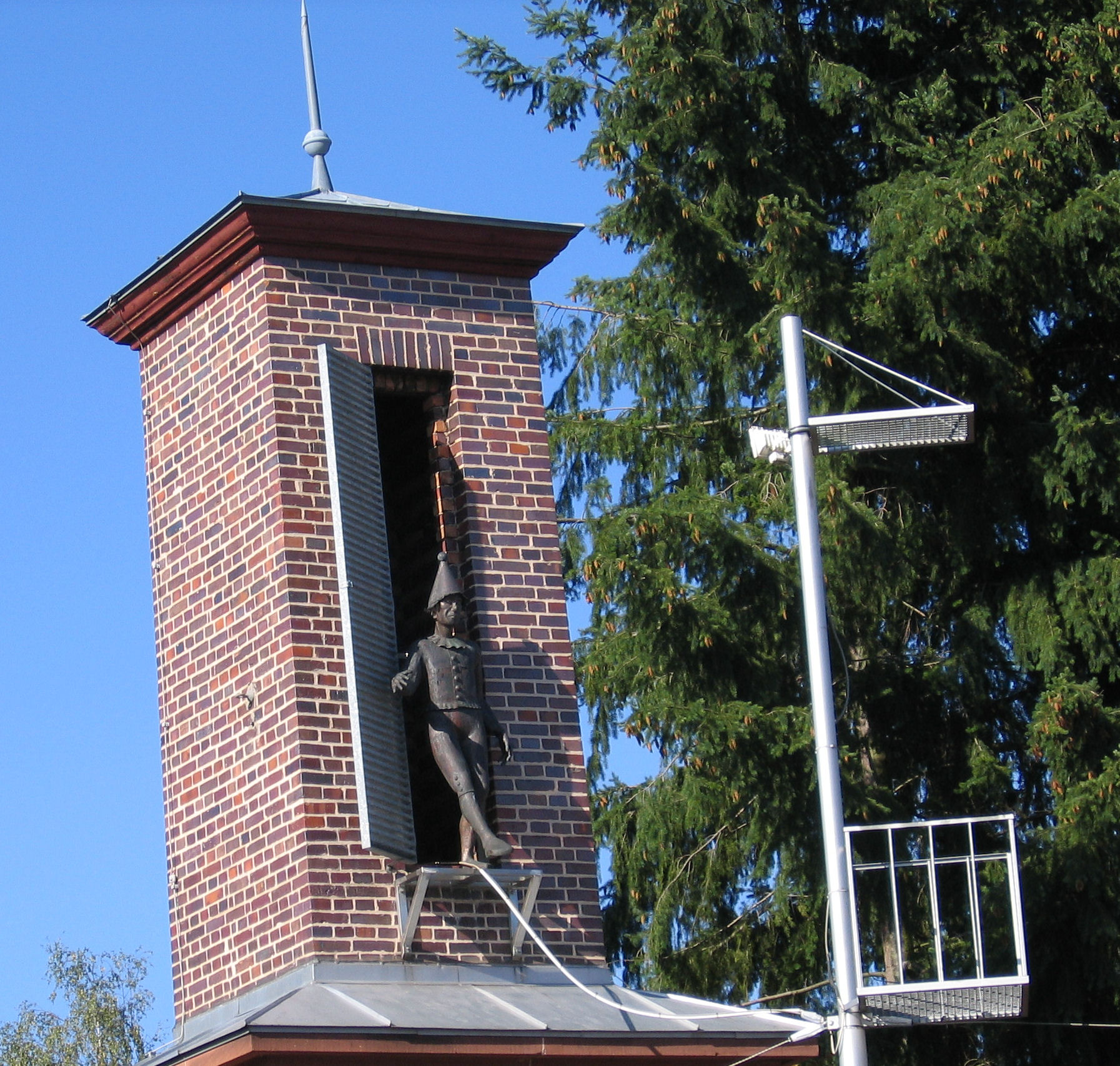
„Bajass“ am Alsenborner Bajasseum

Der Bajazzo ist eine Clownsfigur in Italien. 

## Italien
Die Bezeichnung wird entweder vom französischen paillasse oder vom italienischen pagliaccio („Strohsack“) hergeleitet. Der italienische Pagliaccio trägt ein übermäßig weites, schlotterndes, weißes Gewand mit großen Knöpfen, das Mehlgesicht hat große, rot bemalte Lippen. Auf seinem Kopf sitzt ein großer Filzhut in Trichterform.
In der Oper Der Bajazzo (Pagliacci) von Ruggero Leoncavallo ist der Bajazzo ein betrogener Ehemann, der sich nichts von seinem Kummer anmerken lassen darf.

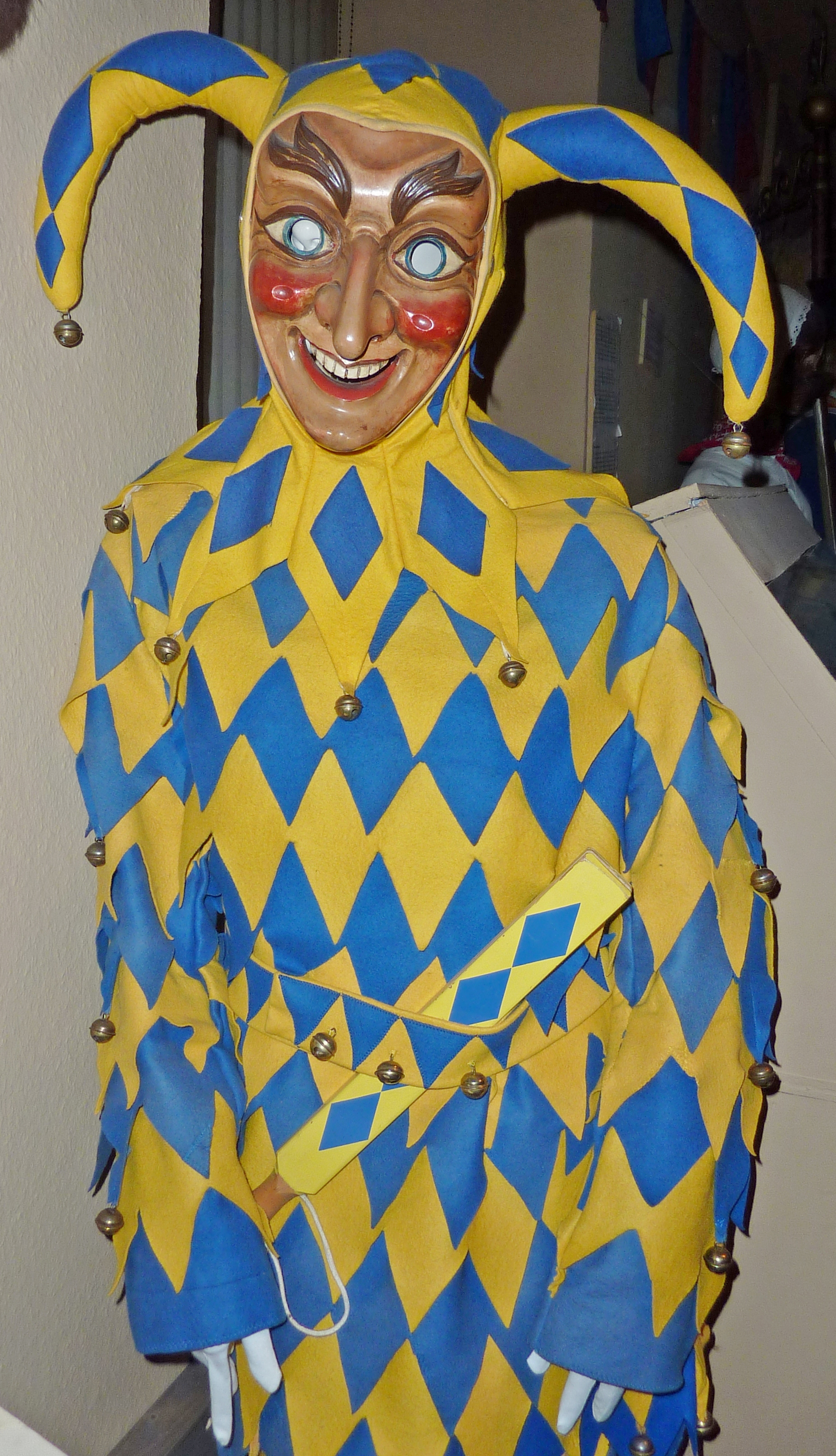
Bajass – Figur der Narrenzunft Krakeelia Waldkirch

## Deutschland
In manchen deutschen Dialekten wandelt sich das Wort Bajazzo zu „Bajass“ und ist ein als Zirkusclown verkleideter Hanswurst und Possenreißer auf Jahrmärkten und anderen Schaustellungen. Das heutzutage geläufigere Wort für den dummen August ist die Bezeichnung Clown.
Bekannt ist der Bajass auch als Narrenfigur in der schwäbisch-alemannischen Fastnacht und in Mainz.
Eine frühe Erzählung Thomas Manns, die sich der Künstlerproblematik widmet, trägt den Titel Der Bajazzo.
Im Rheinischen steht Bajass für den Hampelmann aus Pappe mit der Ziehkordel, die Vogelscheuche auf dem Feld oder das fahrende Volk der Kirmes. Im Pfälzischen Wörterbuch wird Bajass auch als Schimpfwort nachgewiesen. Der ruhrdeutsche Sprachgebrauch führt ihn als „Paias“, eindeutig pejorativ gemeint.
In dem Entwicklungsroman Der Pojaz des österreichischen Schriftstellers Karl Emil Franzos (1848–1904) wird der Lebensweg eines jungen begabten Juden dargestellt, der immer wieder versucht, sich aus den Fesseln des Ghettos zu befreien, um seinen Traum zu verwirklichen, Schauspieler zu werden. Das jiddische „Pojaz“ ist gleichbedeutend mit „Bajazzo“.